# Words from the Exit Wound
| Recensione | Giudizio |
| ---------- | -------- |
| AllMusic   |          |

Words from the Exit Wound è l'ottavo album in studio del gruppo britannico dei Napalm Death, pubblicato il 26 ottobre 1998 dalla Earache Records.
Questo, insieme con Enemy of the Music Business, è il solo disco in studio dei Napalm Death ad essere stato pubblicato esclusivamente nella versione CD.

## Tracce
1. The Infiltrator – 4:30
2. Repression out of Uniform – 2:53
3. Next of Kin to Chaos – 4:08
4. Trio-Degradable / Affixed by Disconcern – 4:34
5. Cleanse Impure – 3:14
6. Devouring Depraved – 3:22
7. Ulterior Exterior – 1:50
8. None the Wiser? – 4:16
9. Clutching at Barbs – 2:00
10. Incendiary Incoming – 3:08
11. Thrown Down a Rope – 3:25
12. Sceptic in Perspective – 6:57
13. Hung (live) – 3:57 – bonus track
14. Greed Killing (live) – 3:00 – bonus track
15. Suffer the Children (live) – 4:10 – bonus track

## Formazione
- Mark "Barney" Greenway - voce
- Shane Embury - basso
- Mitch Harris - chitarra, voce
- Jesse Pintado - chitarra
- Danny Herrera - batteria